# Let's Get to It
Let's Get to It je četrti glasbeni album avstralske pop pevke Kylie Minogue. Izšel je 14. oktobra 1991 preko založbe PWL in zasedel je eno izmed prvih dvajsetih mest na avstralski ter britanski glasbeni lestvici. Do danes album ostaja komercialno najmanj uspešen album Kylie Minogue.

## Ozadje
Album Let's Get to It, ki so ga posneli med poletjem leta 1991, je bil zadnji album, ki ga je Kylie Minogue izdala preko založbe PWL. S kombinacijo glasbenih zvrsti, kot so new jack swing, soul, house, dance in tehno glasba je Kylie Minogue razvila tudi svoje sposobnosti pisanja besedil; v sodelovanju z Mikeom Stockom je napisala šest pesmi z albuma.

## Seznam pesmi
| Št.             | Naslov | Pisec                                      | Dolžina |
| --------------- | --- | ------------------------------------------ | ------- |
| 1.              | „Word Is Out‟ | Stock, Waterman                            | 3:35    |
| 2.              | „Give Me Just a Little More Time‟ | Ronald Dunbar, Edyth Wayne                 | 3:08    |
| 3.              | „Too Much of a Good Thing‟ (vključuje vzorce pesmi Janet Jackson, »Control« in Lisa Lisa and Cult Jam, »Let the Beat Hit 'Em«)                                               | Minogue, Stock, Waterman                   | 4:24    |
| 4.              | „Finer Feelings‟ | Stock, Waterman                            | 3:54    |
| 5.              | „If You Were with Me Now‟ | Minogue, Stock, Waterman, Keith Washington | 3:11    |
| 6.              | „Let's Get to It‟ | Stock, Waterman                            | 4:49    |
| 7.              | „Right Here, Right Now‟ (vključuje vzorce pesmi Shayja Jonesa, »Are You Gonna Be There«)                                                                                     | Minogue, Stock, Waterman                   | 3:52    |
| 8.              | „Live and Learn‟ | Minogue, Stock, Waterman                   | 3:15    |
| 9.              | „No World Without You‟ | Minogue, Stock, Waterman                   | 2:46    |
| 10.             | „I Guess I Like It like That‟ (vključuje vzorce pesmi 2 Unlimited, »Get Ready for This«, Freestyle Orchestra, »Keep on Pumping It Up« in Salt-N-Pepa, »I Like It Like That«) | Minogue, Stock, Waterman                   | 6:00    |
| Skupna dolžina: | Skupna dolžina: | Skupna dolžina:                            | 39:04   |

| Dodatne pesmi   | Dodatne pesmi                                                    | Dodatne pesmi            | Dodatne pesmi |
| Št.             | Naslov                                                           | Pisec                    | Dolžina       |
| --------------- | ---------------------------------------------------------------- | ------------------------ | ------------- |
| 11.             | „Say the Word (I'll Be There)‟ (B-stran pesmi »Word Is Out«)     | Minogue, Stock, Waterman | 4:00          |
| 12.             | „Do You Dare?‟ (B-stran pesmi »Give Me Just a Little More Time«) | Minogue, Stock, Waterman | 3:17          |
| 13.             | „Closer‟ (B-stran pesmi »Finer Feelings«)                        | Minogue, Stock, Waterman | 3:59          |
| Skupna dolžina: | Skupna dolžina:                                                  | Skupna dolžina:          | 50:20         |

### Japonska izdaja
Japonska izdaja albuma je vključevala tudi fotografije, posnete za promocijo albuma Rhythm of Love, in dodaten CD, ki je vključeval naslednje pesmi:
| Bonus 3" Mini CD | Bonus 3" Mini CD                                  | Bonus 3" Mini CD |
| Št.              | Naslov                                            | Dolžina          |
| ---------------- | ------------------------------------------------- | ---------------- |
| 1.               | „Word Is Out‟ (instrumentalna različica)          | 3:31             |
| 2.               | „What Do I Have to Do‟ (instrumentalna različica) | 3:48             |
| 3.               | „Step Back in Time‟ (instrumentalna različica)    | 3:30             |
| Skupna dolžina:  | Skupna dolžina:                                   | 10:49            |

## Singli
| #  | Naslov                            | Dosežki na lestvicah                                                 |
| -- | --------------------------------- | -------------------------------------------------------------------- |
| 1. | »Word Is Out«                     | Velika Britanija: 16 Avstralija: 10 (Summer Breeze Mix in Australia) |
| 2. | »If You Were with Me Now«         | UK #4, Australia #23                                                 |
| 3. | »I Guess I Like It like That«     | Australia-only 12" release                                           |
|    | »Keep on Pumpin' It«              | Velika Britanija: 49                                                 |
| 4. | »Give Me Just a Little More Time« | Velika Britanija: 2 Avstralija: 24                                   |
| 5. | »Finer Feelings«                  | Velika Britanija: 11 Avstralija: 60                                  |

Novembra leta 1991 je Kylie Minogue kot samostojna singla izdala pesem »I Guess I Like It like That« in pesem, ki jo je zapela z glasbeno skupino Visionmasters in Tonyjem Kingom, »Keep on Pumpin' It«. V pesmi so uporabili tudi vzorce njene pesmi »I Guess I Like It Like That«.
V Avstraliji so kot singl izdali še pesem »If You Were with Me Now« in njeno B-stran »I Guess I Like It like That«; slednja je postala velika klubska uspešnica.
Leta 1992 so kot singl izdali tudi pesem »Give Me Just a Little More Time«. V klubih je postala popularna tudi B-stran singla, »Do You Dare«, čeprav se večji del občinstva ni zavedal, da je to pesem zapela Kylie Minogue.

## Dosežki
| Lestvica (1991)                       | Dosežek |
| ------------------------------------- | ------- |
| Avstralija (ARIA)                     | 13      |
| Japonska (Oricon)                     | 37      |
| Združeno kraljestvo (UK Albums Chart) | 15      |

## Ostali ustvarjalci
| - Kylie Minogue – glavni vokali - Julian Gingell – klaviatura - Mike Stock – klaviatura, urejanje, spremljevalni vokali, producent - Gary Barnacle – saksofon - Paul Riser – urejanje - Paul Waterman – urejanje, asistent inženirja, producent - Keith Washington – vokali na peti pesmi - Lance Ellington – spremljevalni vokali - Tee Green – spremljevalni vokali - Phil Harding – spremljevalni vokali - Carol Kenyon – spremljevalni vokali - Mae McKenna – spremljevalni vokali | - Leroy Osbourne – spremljevalni vokali - Miriam Stockley – spremljevalni vokali - Mick Wilson]] – spremljevalni vokali - Dave Ford – mešanje - Peter Day – inženir - Gordon Dennis – inženir - Matt Le Flem – asistent inženirja - Jason Barron – asistent inženirja - Dean Murphy – asistent inženirja - Dillon Gallagher – asistent inženirja - Chris McDonnell – asistent inženirja - Les Sharma – asistent inženirja - Juergen Teller – fotografija |

## Let's Get to... the Videos
Kanal VHS je izdal tudi video album z naslovom Let's Get to... the Videos. Album je vključeval videospote štirih pesmi z albuma Rhythm of Love, dve pesmi z albuma Let's Get to It in ekskluzivne fotomontaže s snemanj videospotov.

### Seznam pesmi
| Št. | Naslov                      | Dolžina |
| --- | --------------------------- | ------- |
| 1.  | „Better the Devil You Know‟ |         |
| 2.  | „Step Back in Time‟         |         |
| 3.  | „What Do I Have to Do?‟     |         |
| 4.  | „Shocked‟                   |         |
| 5.  | „Word Is Out‟               |         |
| 6.  | „If You Were with Me Now‟   |         |
| 7.  | „Fotomontaža‟               |         |

### Formati
| Format        | Država           | Številka kataloga | Založba  |
| ------------- | ---------------- | ----------------- | -------- |
| Britanski DVD | Velika Britanija | VHF21             | PWL      |
| Japonski LD   | Japonska         | ALLB-18           | PWL      |
| Japonski DVD  | Japonska         | ALVB-18           | PWL      |
| DVD           | Avstralija       | V81192            | Mushroom |